# Gary Tomlinson
Gary Tomlinson es un teórico de la musicóloga y la cultura conocido por su amplitud interdisciplinar, además de Profesor Annenberg de Humanidades en la Universidad de Pensilvania, EE. UU. En 1979, se graduó de la Universidad de California, Berkeley, con un Ph.D. A partir de abril de 2011, es miembro del profesorado de tiempo completo en la Universidad de Yale.
Sus enseñanzas, conferencias y becas se han extendido a través de un conjunto diverso de intereses como la música de finales del Renacimiento y la historia temprana del Barroco, además de la ópera, las culturas musicales de los pueblos indígenas, las sociedades americanas, el jazz, la música popular, y la historiografía. 

## Premios
Por sus magníficos trabajos ha sido galardonado con una gran diversidad de premios entre los que cabe destacar los pertenecientes a la Asociación de Lenguas Modernas, la Academia Británica o el premio Alfred Einstein de la Sociedad Americana de Musicología, ASCAP, en 1982. 
Es un miembro de la Academia Americana de las Artes y las Ciencias y el receptor de becas Guggenheim y MacArthur.

## Trabajos
Entre sus trabajos realizados se encuentran:
- Monteverdi and the end of the Renaissance * Monteverdi and the end of the Renaissance University of California Press, 1987

- Music in renaissance magic: toward a historiography of others

- Metaphysical song: an essay on opera  * Metaphysical song: an essay on opera, Princeton University Press, 1999, ISBN 978-0-691-00409-9

- The singing of the New World: indigenous voice in the era of European contact * The singing of the New World: indigenous voice in the era of European contact, Cambridge University Press, 2007, ISBN 978-0-521-87391-8

Además  es coautor, junto con Joseph Kerman, del libro de texto apreciación de la música Listen , ahora en su sexta edición.
Pero a pesar de ello, Tomlinson nunca ha realizado un proyecto igual como en el que ha trabajando. Un proyecto en el que se pretende dar respuesta a una de las preguntas más fundamentales de la historia de la humanidad: ¿De dónde viene la música?
Con esto se quiere explicar el origen de las diversas capacidades cognitivas que tiene el Homo sapiens para hacer música. Para ello se remonta al comienzo de la existencia del Homo sapiens como especie. 
En la Conferencia de la Universidad de Cambridge en 2009 dio título a este trabajo como Un Millón de Años de Música ya que rastrear sus orígenes nos lleva a un millón de años atrás.